# Droserapites
Droserapites – wymarły rodzaj rośliny mięsożernej z rodziny rosiczkowatych, pochodzący z okresu neogenu.

## Odkrycie rośliny
Pyłek rośliny pochodzący z okresu miocenu (wczesny neogen) znaleziono na Tajwanie. W badaniu mikroskopowym, średnicę zmierzonego pyłku oznaczono na 34–40 µm oraz szerokość 18–25 µm.
Cechy morfologiczne pyłku wykazały pokrewieństwo z rodzajem rosiczka (Drosera). Autor oficjalnego opisu rośliny – Tseng-Chieng Huang, zasugerował również pokrewieństwo Droserapites z takimi rodzajami jak Droseridites oraz Quadrisperites.